# Syngenes maritimus
Syngenes maritimus is een insect uit de familie van de mierenleeuwen (Myrmeleontidae), die tot de orde netvleugeligen (Neuroptera) behoort. 
Syngenes maritimus is voor het eerst wetenschappelijk beschreven door Needham in 1913.